# Jüdischer Friedhof (Lügde)

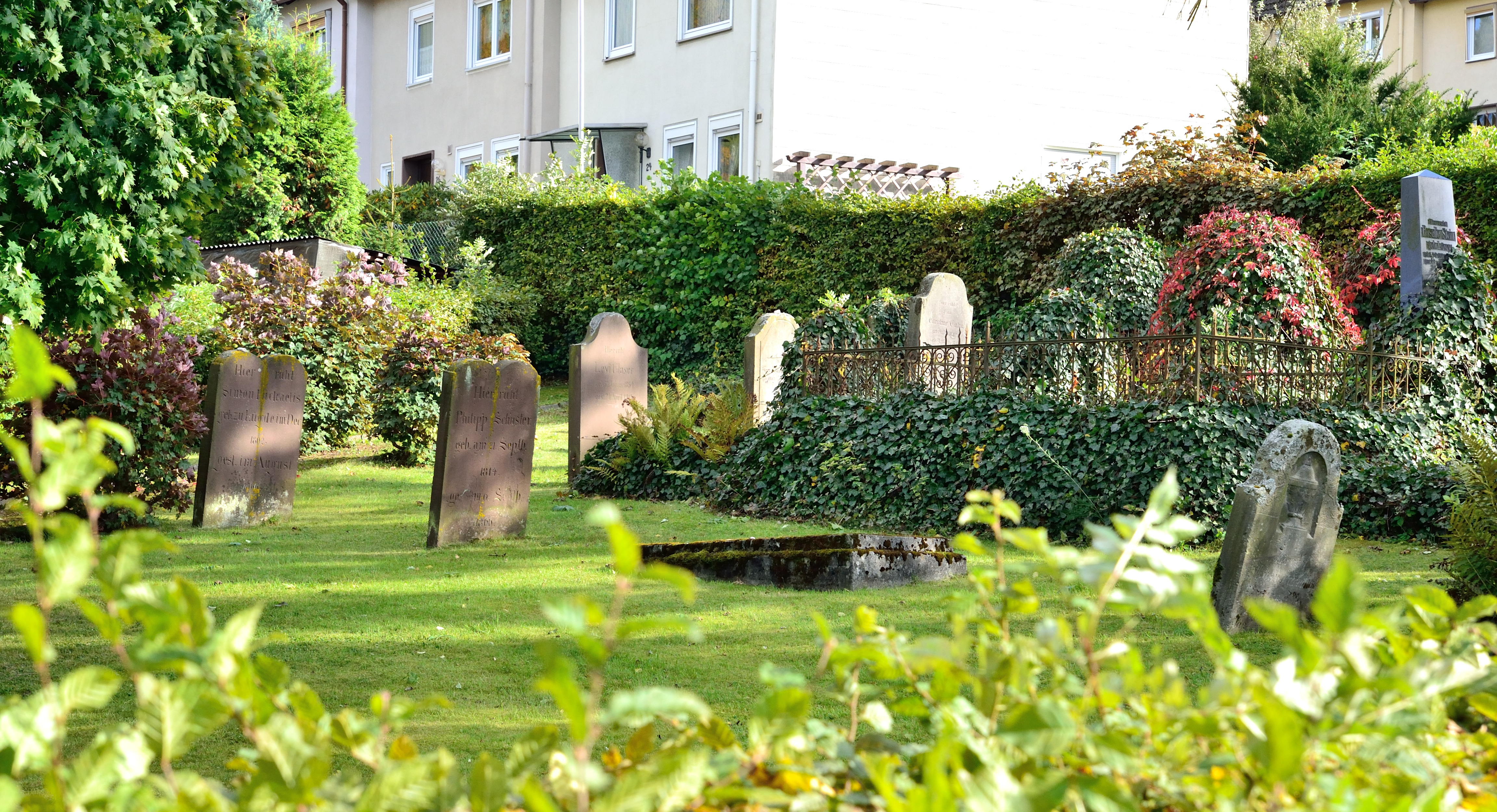
Der Jüdische Friedhof Lügde

Der Jüdische Friedhof  Lügde liegt in der Stadt Lügde im Kreis Lippe in Nordrhein-Westfalen. Der jüdische Friedhof ist mit der Nummer 119 als Baudenkmal in die Denkmalliste der Stadt Lügde eingetragen.

## Beschreibung
Der Jüdische Friedhof von Lügde befindet sich zwischen der Waldstraße und An der roten Kuhle. Er wurde von 1888 bis 1933 belegt. Er wird auch als neuer Jüdischer Friedhof bezeichnet. Auf dem Friedhof sind heute noch 33 Grabsteine (Mazewot) erhalten.
Zuvor gab es in Lügde bereits einen älteren jüdischen Friedhof der von 1773 bis 1887 belegt wurde. Er befand sich im Bereich der Wallanlagen am Oberen Tor. Während der Zeit des Nationalsozialismus wurden von den damals noch 10 existierenden Grabsteinen 6 zerstört und die restlichen 4 abtransportiert.
Eine noch ältere Bestattungsstelle für die Juden in Lügde soll sich vor dem Niederen Tor befunden haben. Auch hier sind keine Spuren erhalten.